# Возвращение к Арарату
«Возвращение к Арарату» (швед. Tillbaka till Ararat) — шведский документальный фильм режиссёра Сюзанны Кардилян, повествующий о геноциде армян и его последствиях. Премьера фильма состоялась в 1988 году. Картина признана лучшим фильмом Швеции в 1989 году.

## История создания
Работа над фильмом началась в 1982 году, а завершилась, ввиду отсутствия хорошего финансирования, лишь в 1987 году. Продюсером фильма стал Пер Холмквист. Съемочная группа работала в нескольких странах. Масштабные съемки были сделаны в Турции, где в виду пикантности затронутой темы, материал отсняли скрытно. Последняя же часть фильма была снята в Ереване. Выходу фильма всячески препятствовало турецкое правительство, которое обратилось в отдел культуры посольства Швеции, рекомендовав тому повлиять на выход картины на экраны. Однако представители шведского государства, сославшись на свободу слова, отказались вмешиваться в дела средств массовой информации.
В 1989 году, на шведской национальной кинопремии «Золотой жук», фильм «Возвращение к Арарату» был назван лучшим фильмом года

## Сюжет
Первые кадры фильма, под грустную музыку, показывают гору Арарат с турецкой стороны. Фильм рассказывает о выживших в геноциде армян и их потомках, которые каждый год отмечают траурную дату начала резни. Кроме это в картине представлена позиция Турции, отрицающей геноцид и не признающей свои преступления. Лента переносит зрителя из страны в страну, показывая жизнь армянских диаспор и рассказывая историю их возникновения. В США речь идёт о молодом ливанском армянине по имени Раффи, который, будучи строгим ревнителем национальных традиций, мечтает о свободной и демократичной Армении. Он хочет, но не может вернуться к находящемуся на территории Турции Арарату. Несмотря на то, что Раффи ни разу не был на земле предков, он в совершенстве знает историю своего народа. О ней он повествует режиссёрам картины, после того, как ему показывают отснятые в Турции кадры. Из США действие картины переносится в Турцию. Съемочная группа посещает армянскую семью в одной из деревень на востоке страны. Они — одни из немногих в этой области оставшихся в живых армян. Самая старшая из семейства, обвиняя турок в геноциде, рассказывает о пережитых ею ужасах и предупреждает создателей фильма о том, что за свою деятельность они могут подвергнуться преследованию со сторону турецкой полиции. После этого зритель оказывается во Франции, где речь идёт о Карапете Овакимяне из города Лион. Он был мальчиком, когда пережил все ужасы геноцида. Плача, он вспоминает убитую турками мать и брата. Далее говорится об армянах Сирии и Ливана, образование общин которых было также связано с событиями 1915 года.
Выжившие и разбросанные по всему миру армяне в интервью режиссёрам рассказывают об ужасах пережитого и уведенного ими, о нечеловеческих пытках и зверских убийствах. Меж тем фильм повествует о мечте всех армян вернутся на земли предков.

## Награды
- 1988 — Лучший фильм Швеции («Золотой жук»)